# Callopistria nana
Callopistria nana är en fjärilsart som beskrevs av George Francis Hampson 1911. Callopistria nana ingår i släktet Callopistria och familjen nattflyn. Inga underarter finns listade i Catalogue of Life.